# محمد السكران
محمد السكران (6 ديسمبر 1991م) شاعر سعودي، وأحد نجوم برنامج شاعر المليون.

## نبذة
شارك محمد السكران في برنامج شاعر المليون في نسختة السابعة عام 2015-2016 وحصل على المركز الثالث، وعرف عنه مواضيعه الشعرية المختلفة عن السائد، وطرحه الجريء، وانتقاده الجهل والعادات البالية. أغلب قصائده تتمحور حول الإنسانية وقبول الآخرين بمختلف ألوانهم وأطيافهم، عرف عنه حب الشعر الساخر لتمرير رسالته عن طريقته.
شارك في عدة أمسيات شعرية، في الخليج وفي الدول العربية وفي لندن وفي واشنطن في مناسبات السفارة السعودية هناك، وحل ضيفا على نوادي الطلبة الخليجيين في الخارج.

## مشاركاته
- شارك في مسابقة شاعر المليون النسخة السابعة (2015/2016) وحصل على المركز الثالث
- شارك في عدد من المهرجانات والأُمسيات مثل: ملتقى عمان الشعري، ملتقى وفاء وولاء، ملتقى الصيد والصقور السعودي، أمسيات المملكة في حائل، وشارك في حفل استقبال أمير منطقة القصيم.[6]
- ألقى قصيدة بمناسبة اليوم الوطني السعودي 89 في ملعب مدينة الملك عبد الله الرياضية «الجوهرة المشعة» أمام أكثر من 60 ألف في سبتمبر 2019.[7]
- شارك في مارس 2023 في أمسية شعرية ضمن فعاليات «رُويّ» التي تقيمها أكاديمية الشعر العربي في جامعة الطائف، بدعم من هيئة الأدب والنشر والترجمة، احتفاءً بعام الشعر العربي.[8]

## البرامج
قدّم برنامج (حِسّ) على القناة الثقافية عام 2023.

## قصائده
رسالة إلى جدي آدم.

## وصلات خارجية
برنامج مراحل | محمد السكران